# ВЕС Волні
ВЕС Уолні (англ. Walney Wind Farm)— британська офшорна вітрова електростанція в Ірландському морі біля узбережжя Камбрії.

## Перша та друга черги
Місце для розміщення ВЕС обрали біля острова Уолні, за 15 км на захід від Барроу-ін-Фернес та західніше іншої офшорної ВЕС Барроу. Станція споруджувалась двома чергами, кожна з яких мала 51 вітрову турбіну компанії Siemens одиничною потужністю по 3,6 МВт, проте різного типу — SWT-3.6-107 та SWT-3.6-120 (відрізняються діаметром ротору — 107 та 120 метрів відповідно). Будівельні роботи розпочались у березні 2010-го, перший струм станція видала в січні наступного року, а у червні 2012 повністю завершили введення в експлуатацію другої черги.
При спорудженні фундаментів першої черги задіяли плавучий кран Taklift 7, який підіймав палі довжиною 58 метрів та вагою 600 тон з баржі та передавав їх для встановлення самопідіймальним суднам Goliath та Vagant. Палі заглиблювали на 30 метрів під морське дно за допомогою гідравлічного молота, після чого зверху одягали перехідні елементи висотою 24 метри та вагою 300 тон, до яких мали кріпитись башти вітроагрегатів. Фундаментні роботи на другій черзі виконали плавучий кран Svanen та той же Goliath, при цьому, враховуючи її розташування у більш глибокому районі (25-30 метрів), використовували довші та важчі (до 800 тон) палі. 
Безпосередньо монтажем вітрових агрегатів займались самопідіймальні судна Seajacks Kraken (перша та частково друга черга) і Seajacks Leviathan (друга черга), що встановлювали їх на башти висотою 83,5 та 90 метрів. Крім того, п'ять турбін першої черги змонтувало самопідіймальне судно Sea Worker. В сукупності вітроагрегати виявились розміщеними на площі 73 км2.
Для кожної черги за допомогою плавучого крану Rambiz облаштували офшорну підстанцію, опорні основи («джакети») та надбудови з обладнанням («топсайди») яких важили біля 1000 тон кожна. Видача продукції відбувається через кабелі, розраховані на роботу під напругою 132 кВ. Їх прокладання виконувало судно Stemat Spirit разом з Pontra Maris та Giulio Verne (перша та друга черга відповідно). Два офшорні кабелі першої черги мають довжину 44 та 43 км і підключені до підстанції Heysham, а єдиний кабель другої черги з такою ж довжиною (43,7 км) виводить до підстанції Stanah.
Вартість проекту, реалізованого данською компанією DONG (пізніше поступилась часткою 25,1 % Scottish and Southern Energy та 24,8 % консорціуму PGGM і Dutch Ampère Equity Fund), склала 1 млрд фунтів стерлінгів.

## Третя черга
За декілька років вирішили спорудити третю чергу, яка на певний час зробить ВЕС Уолні найпотужнішою в світі (лише сама нова черга перевищуватиме, хоч і не набагато, потужність Лондон-Аррай). У 2012 році самопідіймальне судно Excalibur провело геотехнічні дослідження в районі майбутнього будівництва.
В серпні 2017-го завершили спорудження фундаментів під 87 майбутніх вітроагрегатів. Плавучий кран Svanen (раніше він вже брав участь у будівництві другої черги) встановив 56, а спеціалізоване судно Aeolus 31 палю. Останнє також змонтувало всі перехідні елементи.
Монтаж власне вітроагрегатів здійснюватиме судно Seajacks Scylla. На станції встановлять 40 турбін данської компанії Vestas типу V164-8.0 одиничною потужністю 8,25 МВт та 47 турбін виробництва Siemens типу SWT-7.0-154 потужністю по 7 МВт.
Спорудження двох трансформаторних підстанцій ВЕС Уолні 3 провадитиме судно Oleg Strashnov. Кожен із їх джекетів важитиме біля 1500 тон, а топсайдів — біля 2500 тон. Прокладання двох головних експортних кабелів довжиною по 68 км доручили судну Maersk Connector, яке під час цих робіт використовувало свою здатність лягати на ґрунт під час відпливу.
Повне введення третьої черги в експлуатацію очікується у 2019 році.